# Malicia (comics)
Pour les articles homonymes, voir Rogue et Malicia.
Anna Marie, alias Malicia (« Rogue » en VO) est une super-héroïne évoluant dans l'univers Marvel de la maison d'édition Marvel Comics. Créé par le scénariste Chris Claremont et le dessinateur Michael Golden, le personnage de fiction apparaît pour la première fois dans le comic book The Avengers Annual #10 en 1981.
Malicia est une mutante qui peut absorber l'énergie vitale, la mémoire et les connaissances d'une personne lors d'un contact physique, laissant la victime dans un état qui va du simple étourdissement au coma profond, voire la mort. Sur une personne dotée de super-pouvoirs, elle acquiert (et même soustrait) les capacités de sa victime. Le transfert (mémoriel ou autre) peut être temporaire ou définitif, en fonction de la durée du contact physique.

## Biographie du personnage

### Origines
Malicia découvre ses pouvoirs à l'adolescence, lorsqu'elle absorbe entièrement la conscience de son petit ami Cody en l'embrassant, laissant celui-ci dans le coma. Terrorisée par ce qu'elle a fait, elle s'enfuit alors du domicile familial et vit dans la rue jusqu'à ce qu'elle soit trouvée par Mystique et Destinée, qui lui prédisent un futur important. Elles l'entraînent alors dans la Confrérie des mauvais mutants.
Des années plus tard, alors que les autres membres de la Confrérie sont en prison, Mystique et Malicia organisent un plan pour les faire évader. À San Francisco, Malicia attaque par surprise Carol Danvers (alias la super-héroïne Miss Marvel) pour lui voler ses pouvoirs. Toutefois, le combat dure si longtemps qu'elle les absorbe définitivement, en même temps que sa conscience, laissant Miss Marvel totalement amnésique et dépourvue de pouvoirs. Malicia se rend ensuite à New York où elle absorbe temporairement les pouvoirs de Thor et de Captain America. Malgré cela, la tentative d'évasion échoue et les Vengeurs parviennent à vaincre la Confrérie.
Peu à peu, Malicia a de plus en plus de mal à supporter la conscience de Carol Danvers en plus de la sienne. Elle cherche alors de l'aide auprès du Professeur Xavier et intègre à cette occasion l'équipe des X-Men. Malgré de très fortes réticences de la part des autres membres de l'équipe et amis de Carol, Malicia finit par y trouver sa place. Elle sera même le bras droit de Wolverine pendant la courte période où celui-ci est le chef des X-Men.

### Parcours
Le professeur Xavier n'étant jamais parvenu à aider Malicia à maîtriser les pouvoirs, elle a fini par les considérer comme une malédiction puisqu'ils l'empêchent d'avoir le moindre contact physique direct sans conséquence. Il semblerait toutefois que, dans un futur lointain, elle finisse par gagner enfin la maîtrise totale de ses pouvoirs.
En de rares occasions, il est arrivé que Malica autorise la part de sa conscience qui provient de Miss Marvel (Carol Danvers) à prendre le contrôle de son corps. La première fois survient lorsque, ayant perdu ses pouvoirs, elle est violentée par ses soldats de Génosha et se réfugie en elle-même. Sa « partie Carol Danvers », qui avait été espionne, prend alors les commandes et organise sa fuite et celle de Wolverine, qui avait été fait prisonnier en même temps.
La fois suivante, Carol doit prendre le contrôle du corps de Malicia, enragée à cause du peu d'activité dans la base alors qu'occupée par les X-Men en Australie. Elle en profite pour se rendre à New-York où, confrontée au Moule Initial (en) (Master Mold) des Sentinelles qui avait fusionné avec la Sentinelle Nemrod, elle revêt le costume de Miss Marvel. Carol perd connaissance au cours du combat, redonnant le contrôle de son corps à Malicia. Au cours du combat qui s'ensuit auxquels participent les X-Men, elle traverse le Trône du péril et disparaît complètement.
Elle revient en Australie où les esprits de Carol et Malicia sont alors séparés pour un seul corps. Malicia fuit Carol en Terre Sauvage mais celle-ci la retrouve et elles se battent pour retrouver leur corps. C'est Magnéto qui va complètement la séparer de l'ego de Miss Marvel en utilisant l'ancienne citadelle de Sauron (elle ne le ressent plus depuis). Malicia perd les pouvoirs de Ms Marvel et combat ensuite Zaladane aux côtés de Magnéto, Ka-Zar et Nick Fury, avant de partir rejoindre ses coéquipiers.
Malicia s'est rendue sur l'île de Muir, où elle est tombée sous le contrôle du Roi d'Ombre. Au retour de ses pouvoirs, elle et les X-Men l'ont vaincu et elle a rejoint l'équipe. Au cours de ce conflit, elle a eu sa première rencontre avec le nouveau X-Man appelé Gambit, alors qu'ils étaient tous les deux sous l'influence du Roi d'Ombre. L'influence décomplexée et corruptrice de Farouk les a amenés à s'embrasser. Lorsque le contrôle mental a pris fin, Gambit s'est souvenu de leur rencontre, mais malicia ne l'a pas fait, ce qui a conduit à une rencontre gênante par la suite.
Par la suite, elle s'est liée d'une amitié profonde, on pourrait même dire d'un amour, à Gambit et celui-ci n'a jamais perdu une occasion de la tenter en laissant leurs mains et leurs lèvres se frôler. Mais elle a toujours résisté à la tentation. Les seules fois où elle n'a pas pu se retenir, les conséquences ont été tragiques. La première fois, elle absorbe l'ego de Belladonna (en) (Bella Donna Boudreaux), l'ex-femme de Gambit alors que celle-ci était mourante. Guérie, Belladonna la considère comme responsable de son amnésie et de la rage qu'elle avait laissé derrière elle. Elle fait tuer Cody, l'ancien petit ami de Malicia. La deuxième fois, juste avant le début de l'Ère d'Apocalypse, Malicia embrasse Gambit, pensant qu'ils allaient mourir. Elle absorbe alors les souvenirs de Remy LeBeau et comprend qu'il a eu un rôle à jouer dans le massacre des Morlocks, et qu'il était également un acolyte de Mister Sinistre.

### Espèce menacée
À la suite du M-Day, Malicia a été hospitalisé après une bataille avec Pandemic. Cable, désirant l'aide de Malicia pour vaincre Hécatombe, l'a forcé à se réveiller. Pandemic a infecté Malicia avec un virus, la souche 88, altérant ses pouvoirs en les amplifiant en un contact mortel instantané. En battant Hecatombe, Malicia a absorbé les psychés de huit milliards d'entités qui y avaient été stockées.
L'équipe a déménagé dans la ville natale de Malicia, Caldecott, pour qu'elle se rétablisse. Alors que Cyclope et Emma Frost sont arrivés pour aider Malicia à faire face à l'immensité des voix dans son esprit, les Maraudeurs sont arrivés à la recherche des journaux de Destinée. Dans le cadre de l'attaque, on a découvert que Mystique travaillait avec les Maraudeurs et pour M. Sinistre. Mystique a tiré sur Malicia et l'a ramenée à la base de Sinistre, qui n'a gardé Malicia en vie que parce qu'elle détenait toutes les informations des carnets de Destinée dans son esprit. Gambit, qui avait de nouveau rejoint les Maraudeurs et M. Sinistre, protégeait Malicia et accusait Mystique d'être trop négligente dans la façon dont elle l'avait capturée. Gambit a essayé de la réveiller après qu'elle soit tombée dans une transe surmontée par les esprits qu'elle a absorbés et exprime ses excuses pour ce qu'il avait fait avant de rejoindre Sinistre. Malicia a eu des éclairs de souvenirs, à la fois d'elle et de Gambit pendant le temps où ils se connaissaient, et des millions d'esprits qu'elle a absorbés, alors qu'elle était dans son état de coma avant de se réveiller brièvement et de reconnaître Gambit. Elle lui a dit qu'elle avait fait un cauchemar, avant de déblatérer des mots incohérents et des coordonnées mystérieuses.

### Le Complexe du Messie
M. Sinistre, en possession du premier bébé mutant né depuis le M-Day (la future Hope Summers), a déplacé les Maraudeurs sur l'île de Muir. Alors qu'elle se tenait au chevet de Malicia, Mystique a reçu la visite de M. Sinistre qui lui a dit qu'il n'y aurait pas de remède et qu'elle finirait par mourir. Sans avertissement, Mystique a tendu une embuscade à Sinistre et a poussé son visage contre celui de Malicia. Le contact instantané a apparemment tué Sinistre.
Mystique, conformément aux écrits des carnets de Destinée, a placé le visage du bébé en contact direct avec celui de Malicia, étant entendu que Malicia se réveillerait de son état comateux. Le bébé n'a pas été affecté par le pouvoir de Malicia qui s'est réveillé peu de temps après. Réalisant ce que Mystique avait fait au risque de tuer le bébé, Malicia a déclaré qu'elle était fatiguée que la vie des gens soit détruite par Mystique et a attrapé le visage de Mystique à mains nues, absorbant pleinement ses pouvoirs et sa conscience. Mystique a été laissée sur le sol, incapable d'agir alors que Malicia a dit à Gambit que lorsque le bébé l'a touchée, cela a supprimé toutes les psychés de tous ceux qu'elle avait jamais touchés et qu'il ne restait qu'elle-même et Mystique dans son esprit. Elle a dit à Gambit qu'elle devait être seule et lui a dit de ne pas la suivre.

### Héritage des X-men
À la suite du complexe du Messie, durant lequel Anna faillit succomber à un virus mortel, Malicia refuse de retourner parmi les X-Men et s'installe en Australie. Le professeur Xavier, aidé par Gambit, la retrouve et, après avoir affronté des Shi'ar, rallie enfin Danger, venue tuer Malicia, à sa cause. Celle-ci accepte d'aider Malicia et avec Xavier, lui confère enfin le plein contrôle de ses pouvoirs. Elle reprend sa relation avec Gambit.
Accompagnée de Danger, Xavier et Gambit, Malicia revient à San Francisco, et aide les X-Men face à Norman Osborn. Depuis, elle aide Madison Jeffries et le Docteur Némésis à isoler les personnalités de Legion.

## Pouvoirs et capacités

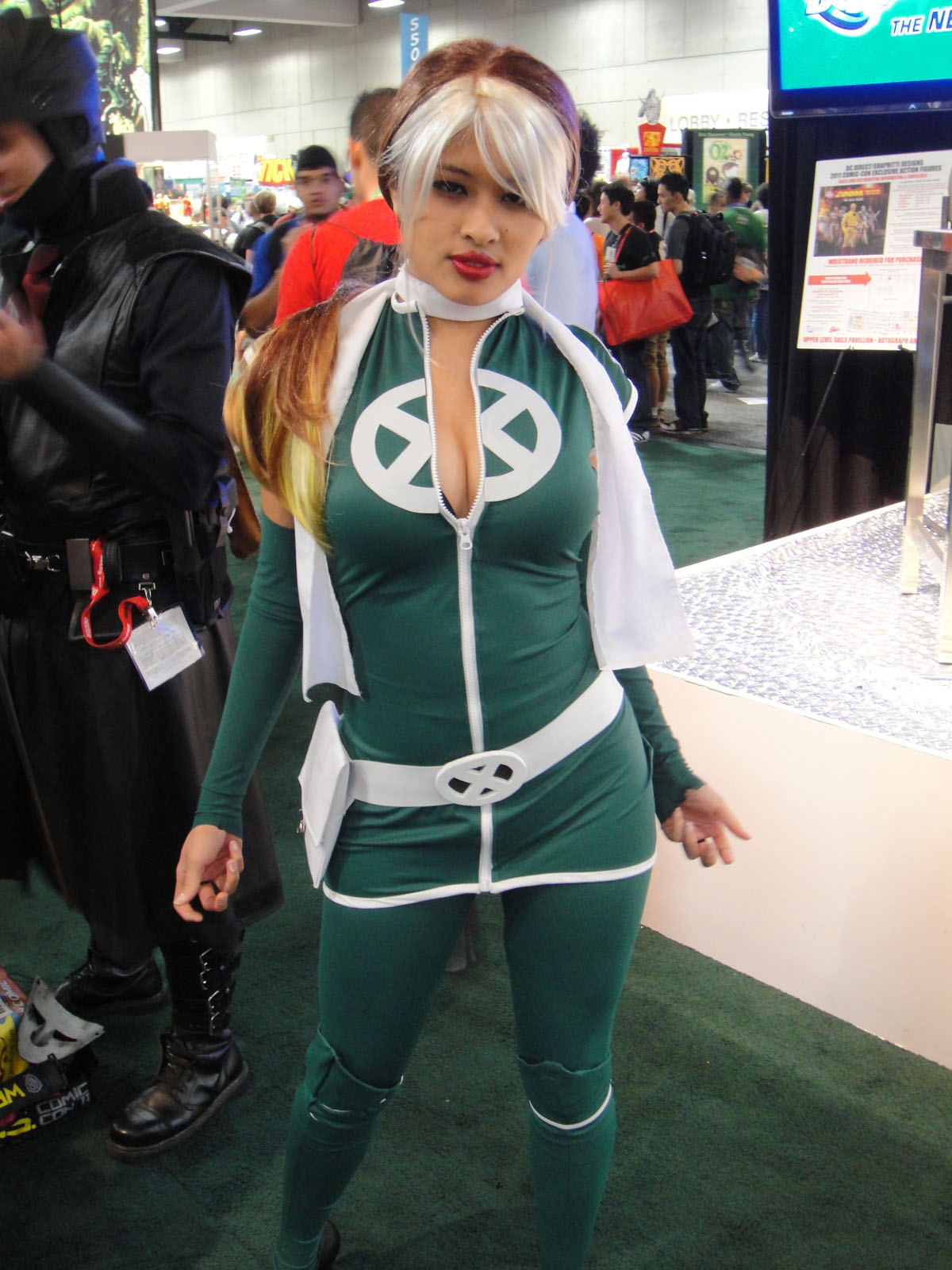
Cosplay de Malicia.

Malicia est une mutante capable, par simple contact physique, d'absorber temporairement l'énergie, la mémoire et une partie de la personnalité de tout individu qu'elle touche.
Lors du contact, la personne ciblée subit une fatigue proportionnelle à l'ampleur et à la durée du contact : si celui-ci a été très bref et/ou sur une toute petite partie du corps (le doigt par exemple), il n'engendrera vraisemblablement qu'une courte fatigue. En revanche, si le contact dure trop longtemps, la personne ciblée finira par tomber inconsciente, voire tomber dans le coma ou même mourir si cela perdure. Si la cible est un mutant ou une autre créature dotée de super-pouvoirs, Malicia acquiert temporairement les pouvoirs de sa cible, voire certaines de ses caractéristiques physiques.
- Selon les versions et les moments, la victime peut perdre ou non ses pouvoirs à la suite de ce contact. À quelques occasions, Malicia a été capable d'absorber les pouvoirs de sa cible de manière définitive, comme ceux de Miss Marvel (vol dans les airs, invulnérabilité, force surhumaine et sixième sens) et ceux de Feu du Soleil (vol dans les airs et absorption des rayons du Soleil pour les convertir en plasma).
- En revanche dans certains cas, Malicia a été incapable d'absorber les pouvoirs d'adversaires trop puissants pour elle, à l'image de ceux d'Apocalypse ou de Mojo (en). L'absorption peut également être limitée par la puissance (ou la volonté) des personnages visés : le Fléau et Magnéto ont notamment réussi à lui résister[note 1]. Par ailleurs, quand Malicia tenta d'absorber les pouvoirs de Mister Sinistre, elle fut contrôlée par ce dernier, étant donné que l'esprit de Sinistre avait quitté son corps pour celui de Malicia.

Contrairement à la plupart de ses coéquipiers mutants, Malicia est incapable de contrôler l'activation de son pouvoir (à l'image de son coéquipier Cyclope, qui lui aussi en est incapable). Cela signifie que le moindre contact physique entre elle et une autre personne active son pouvoir, et ce indépendamment de sa volonté. Malicia est donc incapable de toucher trop longtemps ceux qu'elle aime, sous peine de leur faire du mal. En conséquence, elle tend à haïr son pouvoir et le considère plus comme une malédiction. Cependant, depuis la saga Rémanence, elle est désormais capable de contrôler son pouvoir à la perfection.

## Versions alternatives

### L’Ère d'Apocalypse
Dans cet univers parallèle, Malicia est recueillie par les X-Men de Magnéto, et devient une très bonne amie de la fille de celui-ci, la Sorcière Rouge. À la mort de celle-ci, Malicia se rapproche de Magnéto et finira par l'épouser, au grand dam de Gambit, qui quittera les X-Men à la suite de cet épisode.
Elle et Magnéto ont un fils, Charles (qui semble avoir des pouvoirs, car il peut voir les formes astrales en sa présence). Elle est co-leader avec son mari des X-Men, qu'elle dirige très durement (Morph lui reproche souvent son manque d'humour).

## Parutions en recueils
- Rogue (Rogue #1–4), novembre 1995, 96 p.  (ISBN 0-7851-0140-3)
- Astonishing X-Men: Rogue vol. 1 – « Going Rogue » (Rogue (vol. 3) #1–6), mars 2005, 144 p.  (ISBN 0-7851-1336-3)
- Astonishing X-Men: Rogue vol. 2 – « Forget Me Not » (Rogue (vol. 3) #7–12), octobre 2005, 144 p.  (ISBN 978-0-7851-1734-6)
- Gambit Classic vol. 2 (Rogue #1–4 ; Gambit (vol. 2) #1–4), février 2013, 208 p.  (ISBN 0-7851-6790-0)
- Rogue: The Complete Collection (Rogue (vol. 3) #1–12), septembre 2015, 288 p.  (ISBN 0-7851-9721-4)

## Apparitions notables
- Avengers Annual #10, « By Friends... Betrayed ! » (1981), écrit par Chris Claremont, dessiné par Michael Golden et encré par Armando Gil, publié en France dans Thor #10 (1984) et republié dans Strange Spécial Origines n°238 (1989).
- Uncanny X-Men #171, « Rogue » (1983), écrit par Chris Claremont, dessiné par Walter Simonson et encré par Bob Wiacek, publié en France dans l'Album X-Men n°9 (1986) et republié dans « L'intégrale X-Men : 1983 » (2005).
- Uncanny X-Men #221-227 (1987-1988), écrit par Chris Claremont, dessiné par Marc Silvestri et encré par Dan Green et Bob Wiacek, publié en France dans Spécial Strange n°62-64 (1989).
- Uncanny X-Men #236-238 (1988), écrit par Chris Claremont, dessiné par Marc Silvestri et Rick Leonardi et encré par Dan Green et Terry Austin, publié en France dans Spécial Strange n°66-68 (1990).
- Uncanny X-Men #246-247 (1989), écrit par Chris Claremont, dessiné par Marc Silvestri et encré par Dan Green (en), publié en France  dans Spécial Strange n°69-70 (1990).
- Uncanny X-Men #269, « Rogue Redux » (1990), écrit par Chris Claremont, dessiné par Jim Lee et encré par Art Thibert, publié en France dans Spécial Strange n°77.

## Apparition dans d'autres médias

### Télévision

#### X-Men
Malicia a fait partie de l'équipe régulière des X-Men dans la série animée des années 1990. Elle possède dans cette version les pouvoirs de Miss Marvel. Elle a une relation ambigüe, entre haine et amour, avec Gambit, rappelant le comic, mais elle tend à flirter avec d'autres personnages, dont Cyclope, Archangel et même, à l'occasion d'un épisode crossover, Spider-Man.

#### X-Men: Evolution

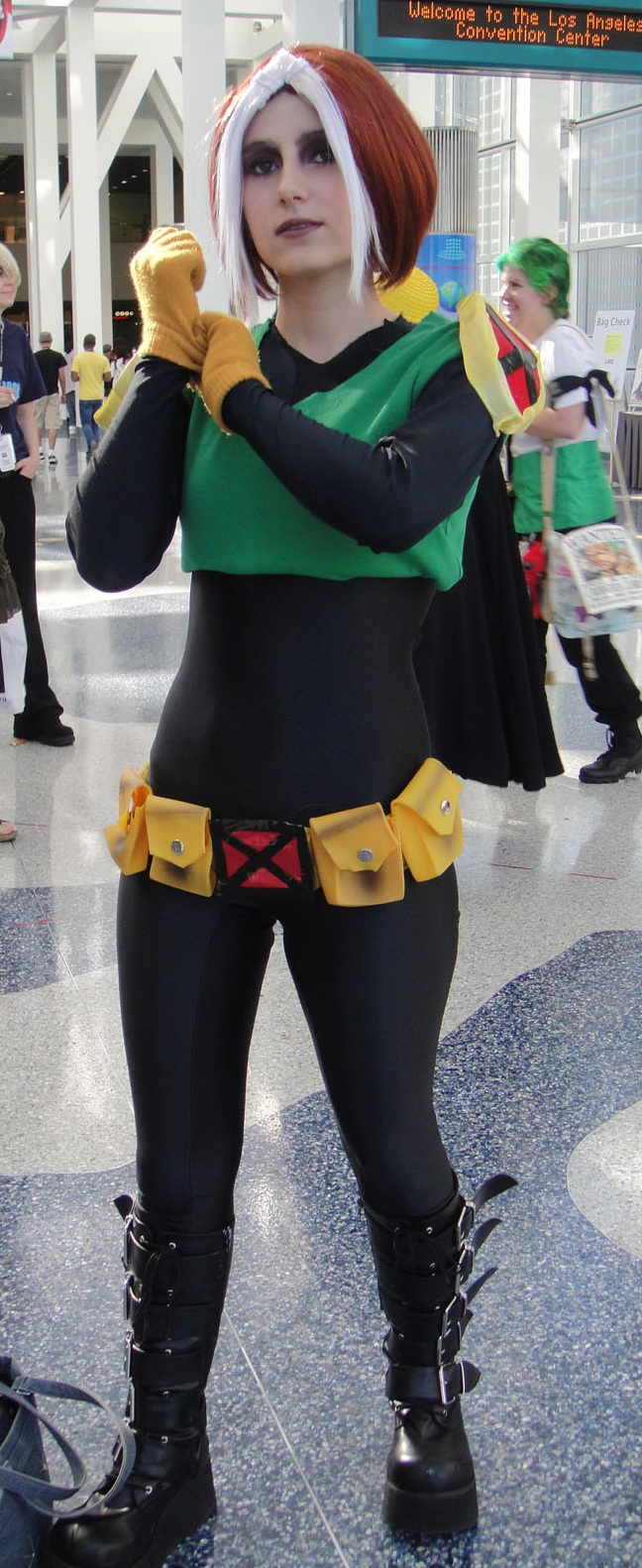
Cosplay de Malicia, dans sa version X-Men: Evolution.

Malicia apparaît dans la série télévisée d'animation X-Men: Evolution, où le personnage est légèrement retravaillé en jeune fille à l'attitude gothique. Peu de temps après sa naissance, lorsqu'elle a quatre ans, elle est adoptée par Destinée et Mystique, cette dernière ne s'intéressant qu'à ses pouvoirs qui se manifestent lors d'une fête où elle touche Cody, son cavalier. Ses pouvoirs ayant été repérés par Cerebro, les X-Men tentent de la recruter. Il s'ensuit alors une compétition entre Mystique et les X-Men afin de recruter Malicia, Mystique étant prête à tout pour l'intégrer à son équipe. Elle prend alors successivement l'apparence de différents X-Men, attaquant la jeune fille à chaque fois, afin de la convaincre que les X-Men sont dangereux et que la seule famille à qui elle peut faire confiance est la Confrérie. Malicia intègre donc l'équipe de Mystique. 
Quelques épisodes plus tard, elle touche accidentellement Mystique et comprend qu'elle lui a menti au sujet des X-Men. Elle finit donc par les rejoindre. Ce contact aura cependant des conséquences inattendues : Malicia fait en effet des cauchemars concernant Diablo (Kurt Wagner) et son passé, dans lequel elle voit des images tirées de la mémoire de Mystique, révélant le lien qui les unit tous les trois : Mystique est en réalité la mère de Diablo, ce qui fait de ce dernier le frère adoptif de Malicia.
Après que Mystique a fait croire à sa disparition, elle se fait passer pour Mysty, une élève du lycée ; elle parvient ainsi à se rapprocher de Malicia et espionner les X-Men, se tenant en effet au courant des évènements secouant l'Institut. 
Lors d'un concert, Malicia entre en contact physique avec Mystique. Les pouvoirs de la jeune fille deviennent alors incontrôlables et, successivement, elle endosse l'apparence, la personnalité et les pouvoirs de toutes les personnes qu'elle a déjà touchées. Au terme de l'épisode, elle réussit, avec l'aide du professeur Xavier, de supprimer toutes ces personnes de son esprit, mais elle sort très fragilisée de cette épreuve. Mesmero (en) la manipule alors avec la complicité de Mystique pour qu'elle absorbe les pouvoirs des pensionnaires de l'Institut Xavier, de la Confrérie des mauvais mutants et des hommes de Magnéto dans le but de les transmettre à Apocalypse.
Une fois libérée du contrôle de Mesmero, Malicia comprend ce que sa mère lui a fait et développe une grande haine envers elle. Lors du réveil d'Apocalypse, Mystique se fait pétrifier. Bien que Malicia réalise qu'elle est sans doute la seule à pouvoir la ramener à son état normal, elle brise la statue de Mystique en plusieurs morceaux en la poussant du haut d'une falaise, à la grande horreur de Kurt, qui ne lui adresse plus la parole pendant un certain temps. 
Malicia joue enfin un rôle capital dans la défaite d'Apocalypse : elle emprunte les pouvoirs de Sangsue (Leech) afin de neutraliser la machine utilisée par Apocalypse pour changer les humains en mutants, puis enferme Apocalypse à l'intérieur.

### Cinéma

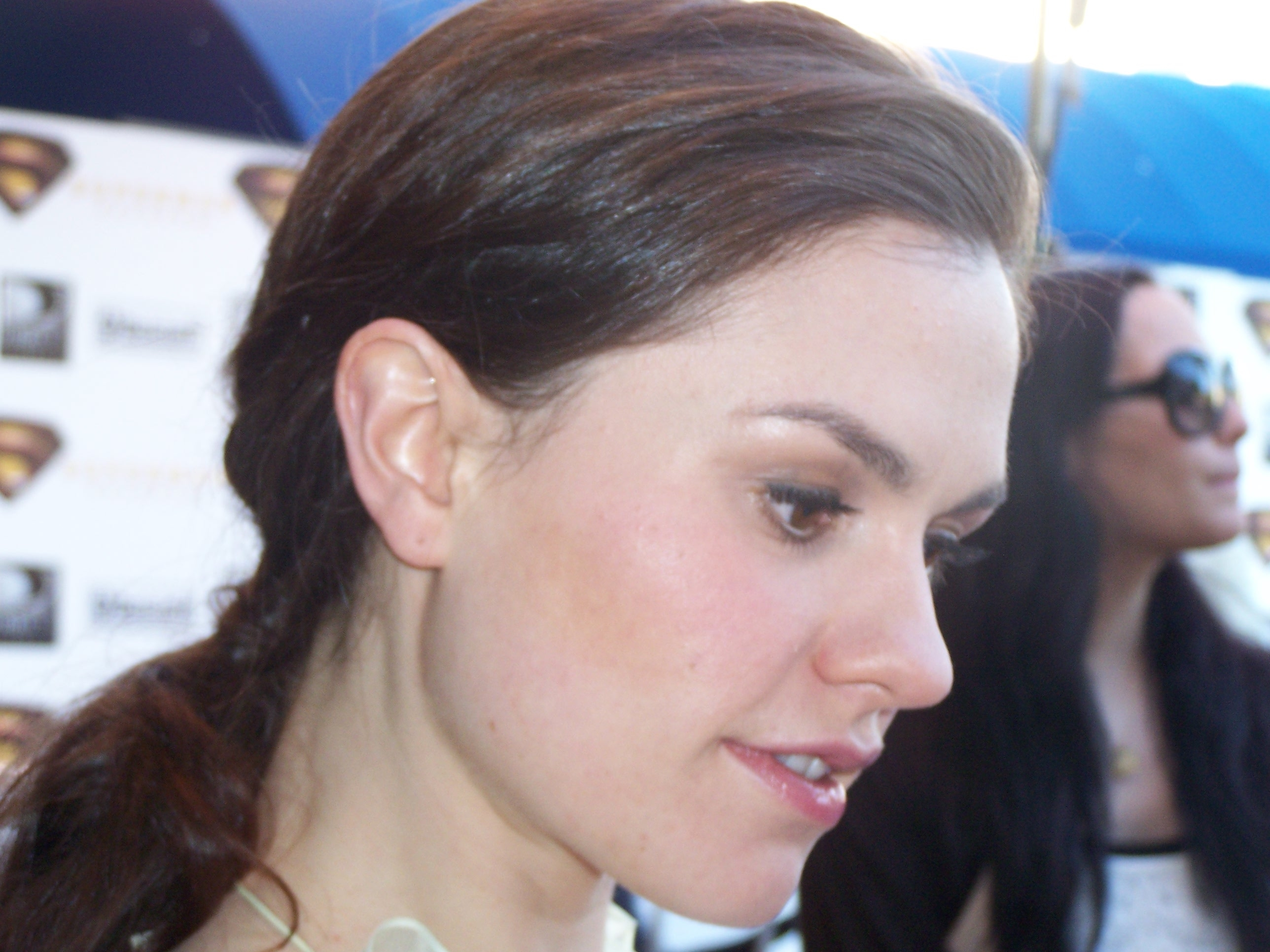
Anna Paquin interprète Malicia dans les films X-Men.

Dans X-Men  (2000) de Bryan Singer, X-Men 2 (2003) du même réalisateur et X-Men : L'Affrontement final (2006) de Brett Ratner, le personnage de Malicia est interprété par l'actrice Anna Paquin.
Dans le 1er film, son nom est Marie. À 17 ans, lorsque son pouvoir se manifeste, elle s'enfuit de chez elle. Elle fait la rencontre de Wolverine puis des X-Men dont elle intègre les rangs. Comme sa version Ultimate, elle tombe amoureuse de Iceberg (Bobby Drake).
Malicia apparaît brièvement dans X-Men: Days of Future Past (2014) de Bryan Singer, ses scènes étant coupées au montage. Dans la version longue sortie en 2015, on apprend finalement qu'elle a récupéré ses pouvoirs et qu'elle n'est pas morte comme le croyait le professeur Charles Xavier, qui n'avait pas pu entrer en contact avec elle depuis des années. 
Lorsque Wolverine blesse accidentellement Kitty Pryde, celle-ci est trop faible pour le maintenir dans le passé et Bobby, Magnéto et Xavier vont libérer Malicia du manoir de Xavier, où elle est retenue prisonnière par les Sentinelles. Celles-ci essayent de les tuer, et Bobby se sacrifie afin que Malicia et Magnéto puissent s'enfuir et rejoindre Xavier. Une fois sortis du manoir, ils se font tous trois attaquer par une Sentinelle, mais s'en débarrassent en s'enfuyant avec leur avion.
Une fois arrivée près de Logan, Malicia apprend à Kitty, surprise de la voir, que Bobby est mort. Malicia se rapproche d'elle et touche Kitty afin de lui prendre son pouvoir et maintenir Wolverine dans le passé. Avec Kitty, Xavier, Wolverine et Magnéto, elle manque d'être tuée par les Sentinelles mais, Mystique ayant renoncé à tuer Trask, ces événements sont supprimés. Dans le nouveau futur, Malicia est toujours en couple avec Bobby.

### Jeux vidéo
Malicia est aussi apparue dans de nombreux jeux vidéo mettant en scène les X-Men.
- X-Men (1993)
- X-Men 2: Clone Wars (1995)
- X-Men vs. Street Fighter (1996)
- Marvel vs. Capcom 2: New Age of Heroes (2000)
- X-Men: Mutant Academy 2 (2001)
- Spider-Man 2 : La Revanche d'Electro (2001)
- X-Men: Next Dimension (2002)
- X-Men 2 : La Vengeance de Wolverine (2003)
- X-Men Legends (2004)
- X-Men Legends II : L'Avènement d'Apocalypse (2005)
- Marvel Super Hero Squad Online (en) (2011)
- Marvel: Future Fight (2017)